# Мексика на летних Олимпийских играх 1992
Мексика принимала участие в Летних Олимпийских играх 1992 года в Барселоне (Испания) в семнадцатый раз за свою историю, и завоевала две бронзовые медали. Сборная страны состояла из 102 спортсменов (76 мужчин, 26 женщин).

## Серебро
- Лёгкая атлетика, мужчины, 50 км, ходьба — Карлос Мерсенарио.

## Результаты соревнований

### Академическая гребля
В следующий раунд из каждого заезда проходили несколько лучших экипажей (в зависимости от дисциплины). В финал A выходили 6 сильнейших экипажей, остальные разыгрывали места в утешительных финалах B-D.
Мужчины
| Соревнование | Спортсмены   | Предварительный заезд | Предварительный заезд | Предварительный заезд | Отборочный заезд | Отборочный заезд | Отборочный заезд | Полуфинал     | Полуфинал     | Полуфинал     | Финал   | Финал   | Итоговое место |
| Соревнование | Спортсмены   | Заезд                 | Время                 | Место                 | Заезд            | Время            | Место            | Заезд         | Время         | Место         | Время   | Место   | Итоговое место |
| ------------ | ------------ | --------------------- | --------------------- | --------------------- | ---------------- | ---------------- | ---------------- | ------------- | ------------- | ------------- | ------- | ------- | -------------- |
| одиночки     | Хоакин Гомес | 2                     | 7:08,77               | 4                     | 2                | 7:02,84          | 2 Q              | Полуфинал A/B | Полуфинал A/B | Полуфинал A/B | Финал B | Финал B | 7              |
| одиночки     | Хоакин Гомес | 2                     | 7:08,77               | 4                     | 2                | 7:02,84          | 2 Q              | 1             | 7:26,84       | 6             | 6:57,13 | 1       | 7              |